# Lycos
Lycos è un motore di ricerca ed un portale web che focalizza la sua attività nella fornitura di servizi e contenuti per Internet. Lycos comprende anche una rete di posta elettronica, web hosting, rete sociale e siti di intrattenimento. L'azienda ha sede a Waltham, Massachusetts ed è una sussidiaria di Kakao.

## Storia
Lycos nasce come motore di ricerca nell'ambito di un progetto di Michael Loren Mauldin presso la Carnegie Mellon University di Pittsburgh nel 1994. Il progetto esce dall'ambito accademico l'anno successivo ad opera di Bob Davis e viene presentato al pubblico il 13 aprile del 1995. Gli anni seguenti sono caratterizzati da una crescita sostenuta tanto che nel 1999 Lycos è presente in oltre 40 paesi nel mondo e diviene il sito web più visitato in assoluto. La crisi delle dot-com che si manifesta pesantemente tra la fine degli anni novanta e i primi anni duemila coinvolge anche Lycos che nel 2000 viene acquistata dalla spagnola Terra Networks per 5,4 miliardi di dollari. Negli stessi anni Lycos abbandona gradualmente il ruolo di motore di ricerca ed evolve verso la filosofia del portale offrendo quindi anche servizi non strettamente legati alla ricerca.
Pur rimanendo uno dei siti più visitati al mondo, Lycos sotto la gestione di Terra perde competitività surclassato nella ricerca prima da AltaVista e poi da Google. Nel 2004 le attività di Lycos vengono nuovamente cedute alla coreana Daum Communications Corporation che ne è diventata la proprietaria.
Il 16 febbraio 2009 Lycos Italia chiude quasi tutti i servizi tra cui la mail con questo annuncio: "Cari utenti e cari potenziali utenti LYCOS, come già annunciato le settimane scorse sulla stampa e sul nostro sito Internet, il 15.02.2009 abbiamo cessato la maggior parte delle nostre attività e dei servizi relativi al nostro portale."

## Assetto
Lycos opera in diverse decine di paesi nel mondo. Il suo mercato principale rimane quello degli Stati Uniti mentre le attività europee sono gestite tramite joint venture con operatori locali. Il modello commerciale del sito è di tipo misto e comprende quindi sia gli introiti pubblicitari delle inserzioni presenti sul sito, sia la vendita di servizi a valore aggiunto come ad esempio l'hosting di siti web.

## Servizi
Le funzioni di ricerca rappresentano un servizio non più centrale per Lycos. Al pari di altri portali come Yahoo! o Excite, Lycos offre una vasta gamma di servizi, per lo più gratuiti, tra cui chat e contenuti informativi. Non mancano le collaborazioni con fornitori esterni che curano alcune sezioni del sito.
Tra i servizi a pagamento, Lycos offre l'hosting web, una versione potenziata della sua mail, una sezione dedicata agli acquisti elettronici.
Lycos ha anche acquisito negli anni le attività di altre società che sono state poi integrate nella sua offerta. Tra queste si segnalano Tripod, storico sito di web hosting gratuito, e Jubii società danese che fornisce un servizio di web mail innovativo che attualmente si affianca ma non sostituisce quello di Lycos.